# Йосип Верт
Йосип Верт (рос. Ио́сиф Верт; нар. 4 жовтня 1952, Караганда, Казахська РСР) — ординарій Преображенської єпархії в Новосибірську, католицький єпископ, єзуїт.

## Біографія
Народився 4 жовтня 1952 року в Караганді (Казахстан) в сім'ї німців-католиків.
Після служби в Радянській армії, в 1975 році, вступив до новіціату підпільний ордена Товариства Ісуса в Литві і через два роки став ченцем цього ордену. В 1979 році поступив в Каунаську духовну семінарію. В 1984 році був висвячений на священника. Прослуживши рік у Литві, був направлений в Актюбинск (Казахстан), а потім в Маркс (Саратовська область).
В 1991 році був призначений апостольським адміністратором для католиків азійської частини Росії і висвячений в сан єпископа. Титулярний єпископ Бульни (1991—2002). В 1998 році, після поділу адміністратури на дві частини, очолив католиків Західного Сибіру.
У 2002 році — після заснування Ватиканом католицьких єпархій в Росії очолив Преображенську єпархію з центром в Новосибірську. У грудні 2004 року призначений ординарієм для російських католиків візантійського обряду. В січні 2005 року призначений головою Конференції католицьких єпископів Росії (ККЄР). У березні 2008 року переобраний на другий термін. У січні 2011 року поступився посадою голови ККЄР архієпископу Паоло Пецці

## Нагороди
- Командор ордену «За заслуги перед Федеративною Республікою Німеччина» (2005).[2]